# Frida Kahlo (film 1971)
Frida Kahlo è un documentario cortometraggio del 1971 diretto da Marcela Fernández Violante e basato sulla vita della pittrice messicana Frida Kahlo.

## Produzione
Il cortometraggio è stato realizzato dalla regista, il cui padre conosceva personalmente Frida Kahlo, come lavoro per la propria tesi di laurea presso l'Università nazionale autonoma del Messico. Racconta la storia della pittrice attraverso i suoi dipinti più intensamente autobiografici, e rappresenta l'omaggio di una giovane artista agli albori della carriera ad un'artista della generazione precedente, che all'epoca era ancora sottovalutata e conosciuta solo per essere la moglie di Diego Rivera.

## Riconoscimenti
La pellicola ha ottenuto un premio Ariel e un premio Diosa de la Plata.